# Pietro Castelli
Pietro Castelli, född 1574 i Rom, död 1662 i Messina, var en italiensk läkare och botaniker.
Han studerade under Andrea Cesalpino (1519–1603) och blev graduerad 1617. Han var professor i Rom från 1597 till 1634, då han flyttade till Messina.  Han anlade den botaniska trädgården i Messina 1635, där han odlade många exotiska medicinalväxter (nu Orto Botanico "Pietro Castelli" vid universitetet i Messina).  Botanikern Paolo Boccone studerade under Castelli där.
Castelli var lika ansedd som botaniker, kemist och kirurg. Han understörk nödvändigheten för alla läkare att studera anatomi och förklarade 1648 att han hade dissekerat mer än etthundra kroppar.
Dansken Thomas Bartolinus (1616–1680) lockades av Castellis berömdhet att besöka honom i Messina 1644 och talar om han verksamhet som publicist. Castelli skrev inte mindre än etthundrafemtio pamfletter.